# Joe Royle
Joe Royle est un footballeur anglais né le 8 avril 1949 à Liverpool.

## Palmarès

### Joueurs
- 6 sélections et 2 buts avec l'équipe d'Angleterre entre 1971 et 1977.

### Entraineurs
- FA Cup 1995 avec Everton